# ユースクルー
ユースクルー(Youth Crew)は、ストレート・エッジから派生したハードコア・パンクのサブジャンル。

## 背景と歴史

### ユースクルー第一世代の登場から隆盛 1980年代中期〜後期
1980年代半ば頃から登場した、コネティカットのユース・オブ・トゥデイ、ニューヨーク市のストレイト・アヘッド、カリフォルニアのユニティ、ユニフォーム・チョイスといったストレートエッジ・ハードコアの第2世代（マイナー・スレットやD.Y.S.といったワシントンD.C.やボストンのバンドが第1世代にあたる）がユースクルー第一世代とされる。
そのスタイルは、ストレイト・エッジ発祥の地ワシントンDCのバンドよりも、SSDやDYSといったボストンの強硬派ストレート・エッジバンドや、初期ニューヨークの荒々しいハードコア・バンドからの影響が強かった。
1980年代後半ごろには、前出バンドの流れを汲んで、CRIPPLED YOUTHから改名したBOLD、CIVやRIVAL SCHOOLS、QUICKSAND、MOONDOGといったバンドの母体となったゴリラ・ビスケッツ、労働者の誇りを掲げ、スキンヘッズとストレイト・エッジ・キッズの連帯を説いたSIDE BY SIDE、モッシュ・ハードコアの開祖とされるJUDGE、ニューヨークのユースクルー・オールスターによる覆面バンドPROJECT-Xといったバンドが登場。それまでパンクや不良、ジャンキーの吹き溜まりだったニューヨークのシーンを大きく塗り替えた。
呼応するかのように、近郊のコネチカットからはWIDEAWAKEやUP FRONT、ニュージャージーからはTURNING POINT、カリフォルニア中部からは知的な歌詞で知られるNO FOR AN ANSWER、ラップメタル・バンド、レイジ・アゲインスト・ザ・マシーンを後に結成するザック・デ・ラ・ロック（ロッチャではなく、ロックと名乗っていた）が在籍したINSIDE OUT、CHAIN OF STRENGTH、オレンジカウンティからはINSTED、ワシントン州からはFALSE LIBERTYというスピードコア・バンドから派生したBROTHERHOOD、アリゾナからはLAST OPTION、フロリダからはPOWERHOUSE、ヒッピー発祥の地であり、マキシマム・ロックンロールが拠点を構えるアメリカン・パンクの中心地、サンフランシスコからもUNITPRIDEが登場するなど、シーンは最高の盛り上がりを見せた。
しかし、1990年代を迎えるころには大半のバンドがブレイク・エッジ（ストレート・エッジを止める事）。ワシントンDCのストレート・エッジ第一世代たち同様オルタナティヴ・ロック/カレッジ・ロックやエモへと流れ終息を迎えた。

### ユースクルー第二世代とハードコアの衰退
以来、1990年代半ごろまでは、ストレート・エッジシーンではハードコアは完全に下火。
ニューヨーク市から遠く離れたニューヨーク州のHALFMASTやPLAGUED WITH RAGE、コネチカットのCORNERSTONE、FASTBREAK、LINE OF FIRE、カリフォルニアのREDEMPTION 87、IGNITE、ブラジルのPERSONAL CHOICE（後のSICK TERROR）、ドイツのNO LESSON LEARNED、ベルギーのVICTIMS OF SOCIETY、NATIONS ON FIRE、オランダのMANLIFTING-BANNER、今日のモダン・ハードコア（＝ニュースクール・ハードコア）の祖ともいえる、DCのBATTERY、ニュージャージーのMOUTHPIECEらストレート・エッジ第3世代＝ユースクルー第2世代が細々と活動をしていた。
この時期のユースクルーは全盛期の盛り上がりには及ばず、アース・クライシスやMORNING AGAINのようなハードコアのルーツを一切感じさせないストレートエッジ・「メタル」が主流となり、ストレートエッジ・「ハードコア」は壊滅状態にあった。

### 第三世代の登場から復興へ
しかし、1990年代後半になり、アメリカのFLOORPUNCH、97a、ヨーロッパではMAINSTRIKEらが人気を集めだし、ボストンのTEN YARD FIGHT、IN MY EYESの登場が決定打となり、シーンは再び隆盛を迎える。
TIME FLIES、RAIN ON THE PARADE、PUSHED TOO FAR、OPEN CLOSE MY EYES、BLACK TURNS GREEN、SPIRIT 84'、VOICE OF REASON、DESTRO、HELDBACK、ENVY、ATARI、PROJECT208、INSTINCT、RANCOR、HIGHSCORE、BUILDING、HALLRAKER、SPORTSWEAR、CONVICTED TRUTH、INSTINCT、GOOD CLEAN FUN、SEPARATION、STAND YOUR GROUND、EYE'S SHUT、PRODUCT、ANTI-HERO、HANDS TIED、PRODUCT X、BARFIGHT、GROWING CONCERN、FADED GREY、RED TAPE、FIELDS OF HOPE、BURNING FLAMES、ONE MORES、TEPBACK、RAZLOG ZA、REACHING FORWARD、H-STREET、POINTING FINGER、WOOF、SECOND AGE  といった往年のユースクルー・スタイルを体現するバンドが無数に活動していた。

### ユースクルーからモダン・ハードコアへ
これらユースクルー第3世代のバンドもやがて下火になり、2000年代に入るとVERSE、COMEBACK KID、CHAMPION、BETRAYEDといったメタリックなニュースクール・ハードコア/モダン・ハードコアが主流となっている。

## 音楽的特徴
ギブソンをマーシャル・アンプに直結する正統派の70'sハードロック・サウンド(ただし、楽曲面ではロック的な要素はない)、メジャーからマイナーへと転調するコード進行パターン、覚えやすいシンガロングコーラス、明快で前向きな歌詞、ベースライン主体の楽曲構成が挙げられる。また、米国版Wikipediaにもある通り、音楽的にはハードコア・"パンク"の原型を残しつつも、バンドにもファンにもパンクへの思い入れがまったくないのも特徴といえる。
これらを基本にしつつ、開放弦を多用してハードロック／メタル的なダイナミズムを取り入れたのがCHAIN OF STRENGTHやJUDGEであり、オクターヴ奏法やハーモニクスを取り入れたメロディックなギター・フレーズを聴かせたのがGORILLA BISCUITSである。

## 起源
音楽的、姿勢的にユースクルー第一世代に大きな影響を与えたのは7SECONDS、ABUSED(GORILLA BISCUITSがカバーした反ドラッグ・ソング、DRUG FREE YOUTHで知られる)、DYS、SSD（イアン・マッケイは後に「YOUTH OF TODAYはSSDそのまんまにしか聴こえなかった」と語っている）ら。
また、精神面での影響は皆無だが、曲構成、コード進行といった面ではAGNOSTIC FRONT、NEGATIVE APPROACHといったバンドの影響も強い。第一世代のユースクルー・バンドたちは、彼らのヒーローであったAGNOSTIC FRONTやCRO-MAGSといったバンドたちのクロスオーバー路線をハードコアへの裏切り行為として捉え、彼らへの反発として登場したとされている。

## ファッション
当時のSxEキッズ、ユースクルー・ハードコア・バンドたちが好んで身に付けたのは、チャンピオンのリヴァース・ウィーヴやフーディッド・スウェット（これはDYS〜DAG NASTYのデイヴ・スマリーや7 SECONDSのケヴィン・セコンズの影響だろう）、アーミー・パンツ、スウェット・パンツ、ショートパンツ、レターマン・ジャケット(日本でいうスタジャン)、ナイキ社のハイカットスニーカーなど。
また、スウォッチ社のX-RATEDモデルはジョン・ポーセル(YOUTH OF TODAY、PROJECT-X、JUDGE)の着用がきっかけとなり、元々希少化していた同製品の高騰に拍車をかけた。
ユース・オブ・トゥデイのシンガー、レイ・カポが"トニー・ホーク ミーツ ビーバー・クリーヴァー(en:beaver cleaver)"と語っているように、当時のニューヨークや東海岸のハードコア・パンクスやハードコア・スキンヘッズに比較すると小奇麗でさっぱりとしたファッションである。そのスタイルは、スケート・ボード・カルチャーからヒップホップ、スポーツ・ウェアー、ミリタリー、アイビーやトラッド、プレッピー、アメカジ(アメリカ本国にはアメカジという概念はないが)といった様々な要素の折衷と言えよう。

### ファッションの経緯
現在に至るまでそのファッションに大きな変化はないが、多少なりとも主流のカジュアル・ファッションの影響は見られる。
例えば、80年代に見られたユースクルー・スタイルにおけるアメカジ要素は90年代になると後退し、ゆったりとしたオーバーサイズの着こなしが主流となる。また、80年代には殆ど見られなかったタトゥーやピアスが目立ち始めるのもこの時期である。2000年以降は逆にタイトなシルエットが主流となっている。

## 思想と生き方
その背景と成り立ちゆえ、殆どのバンド、多くのファンが反麻薬、反飲酒、反乱交をモットーとするストレート・エッジである。また、ニューヨークのユースクルー第一世代(ストレート・エッジ第二世代)は、ボストンやワシントンDCのストレート・エッジ第一世代同様比較的裕福な階層で占められており、ギャングやストリート・チルドレン、貧困層で占められていた旧来のニューヨークのハードコア・パンクスやハードコア・スキンズたちとは折り合いが悪かった。
ユースクルー・シーンはリベラルや左派、過激な反体制論者も少なくない欧米のハードコア・パンク・シーンからは保守的かつ反動的と非難されることも多く、中には露骨に宗教(この場合キリスト教)に傾倒するバンドも珍しくない。
しかしながら、全てのバンドが右翼的というわけでもない。ジョン・ポーセルはユース・オブ・トゥデイ在籍時に社会主義への共感を口にしていたし、バンド単位でもLARMから派生したオランダのMANLIFTING-BANNER、FEEDING THE FIRE、ドイツのPROUD YOUTHのような左翼シンパのバンドも活動していた。また、シアトルのBROTHERHOOD、ベルギーのNATIONS ON FIRE、スウェーデンのSEPARTIONら過激な反体制論を唱えるバンドも古くから存在していたし、最近でもANCHORのようにナイキ社の東南アジア労働者への待遇に抗議してファンに同社製品のボイコットを呼びかけたり、CHAMPIONのように米国の愛国教育に異を唱えたり、VERSEのように公然と反政府組織への支持を表明するバンドも存在する。
ただし、全体の傾向としては概ね反動的かつ保守的と言える。